# Lost Ones
Lost Ones è un singolo della cantautrice italiana Joan Thiele pubblicato il 30 settembre 2016.

## Video musicale
Il video musicale, diretto da Giada Bossi, è stato pubblicato il 5 ottobre 2016 sul canale YouTube della cantante.